# (16545) 1991 RN4
(16545) 1991 RN4 est un astéroïde de la ceinture principale d'astéroïdes découvert en 1991.

## Description
(16545) 1991 RN4 a été découvert le 9 septembre 1991 à Kiyosato (Japon) par Satoru Ōtomo.

### Caractéristiques orbitales
L'orbite de cet astéroïde est caractérisée par un demi-grand axe de 2,38 UA, un périhélie de 1,82 UA, une excentricité de 0,23 et une inclinaison de 6,28° par rapport à l'écliptique. Du fait de ces caractéristiques, à savoir un demi-grand axe compris entre 2 et 3,2 UA et un périhélie supérieur à 1,666 UA, il est classé, selon la JPL Small-Body Database, comme objet de la ceinture principale d'astéroïdes.

### Caractéristiques physiques
(16545) 1991 RN4 a une magnitude absolue (H) de 14,7 et un albédo estimé à 0,088.